# Skiftesholmen
Skiftesholmen est une île norvégienne dans le landskap Sunnhordland du comté de Vestland. Elle appartient administrativement à Sveio.

## Géographie
Rocheuse et couverte d'une légère végétation, elle s'étend sur environ 49 m de longueur pour une largeur approximative de 43 m. 